# Rhododendron calendulaceum
Rhododendron calendulaceum är en ljungväxtart som först beskrevs av André Michaux, och fick sitt nu gällande namn av John Torrey. Rhododendron calendulaceum ingår i släktet rododendron, och familjen ljungväxter. Inga underarter finns listade i Catalogue of Life.

## Bildgalleri

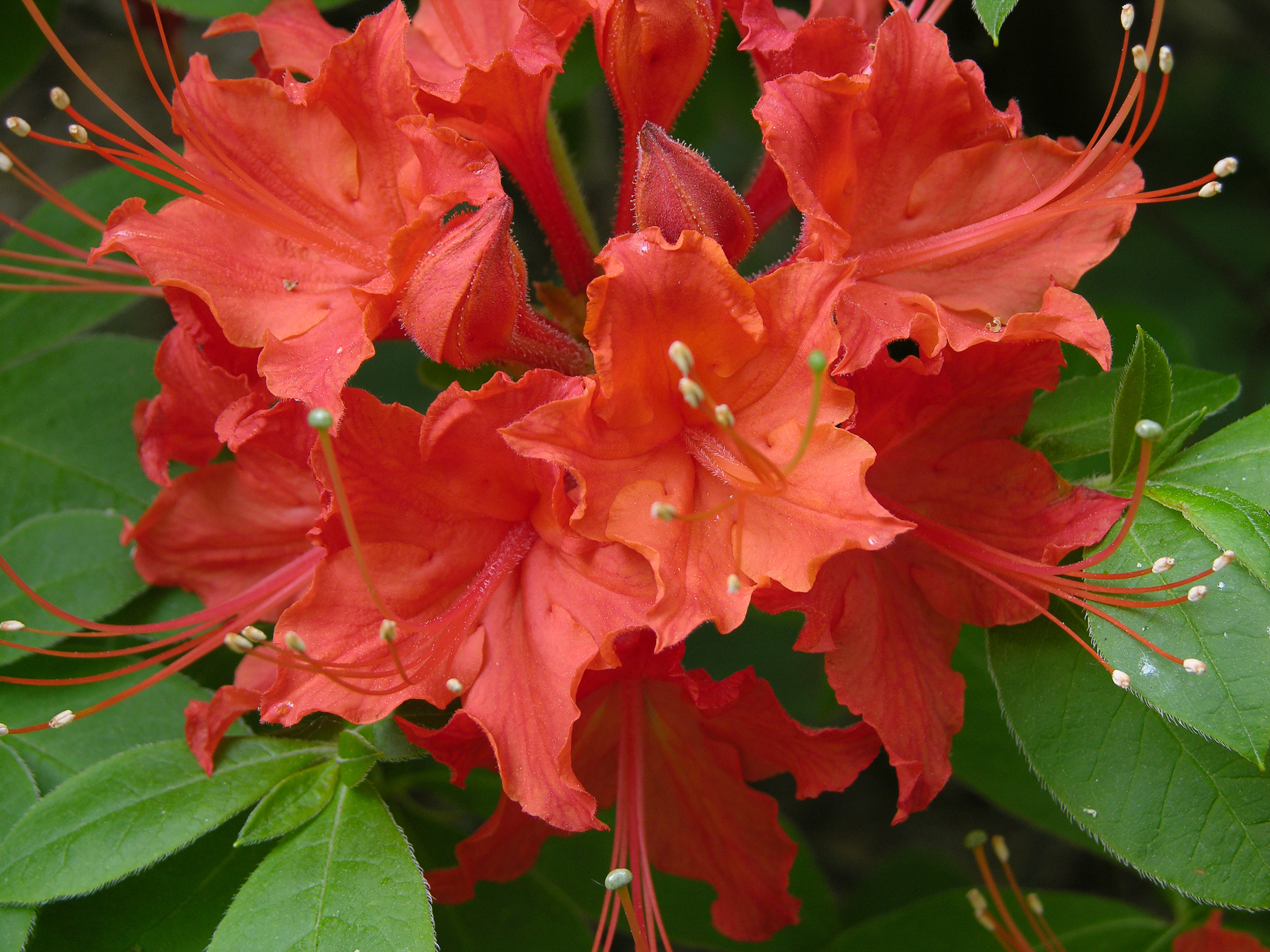
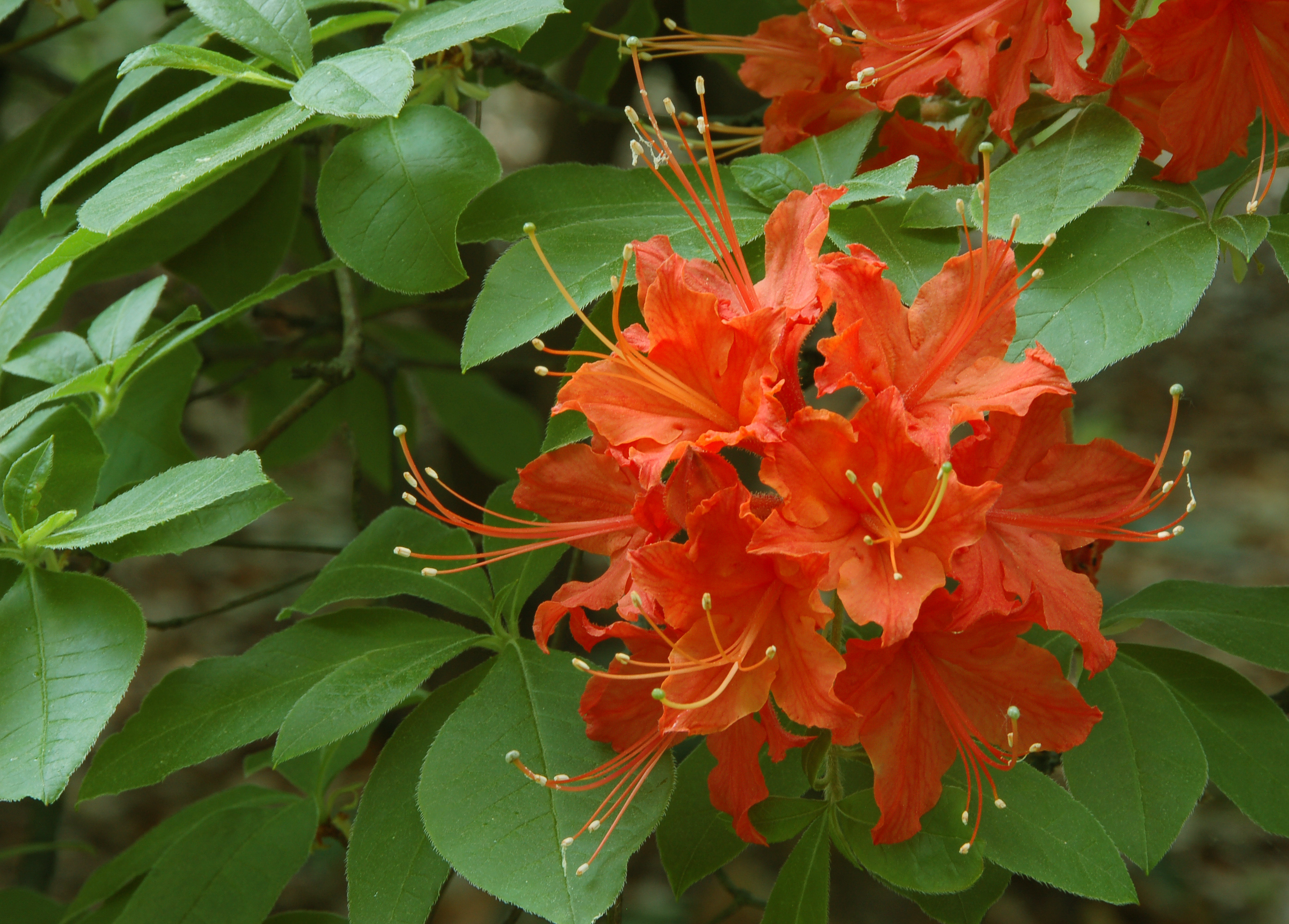
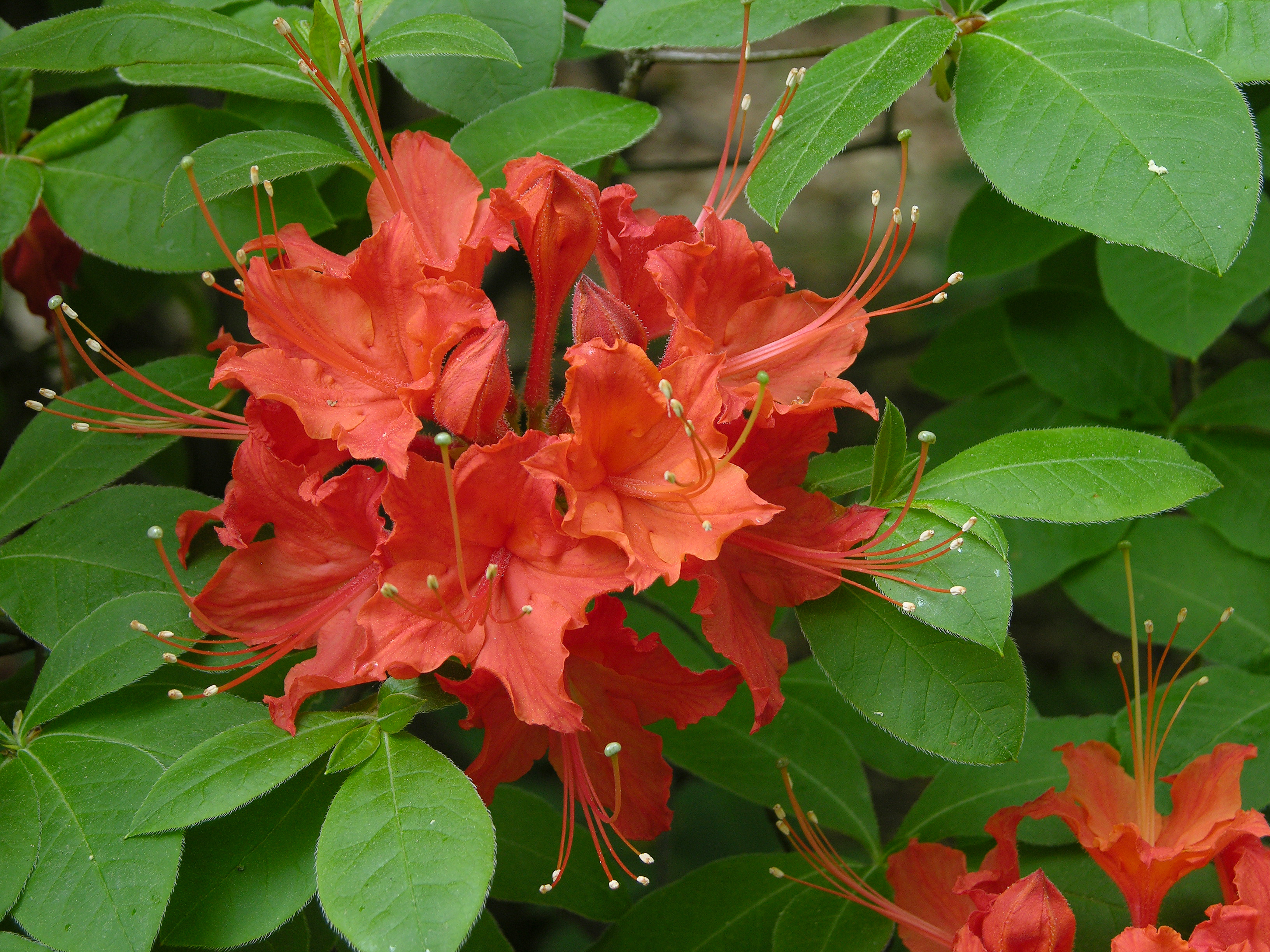
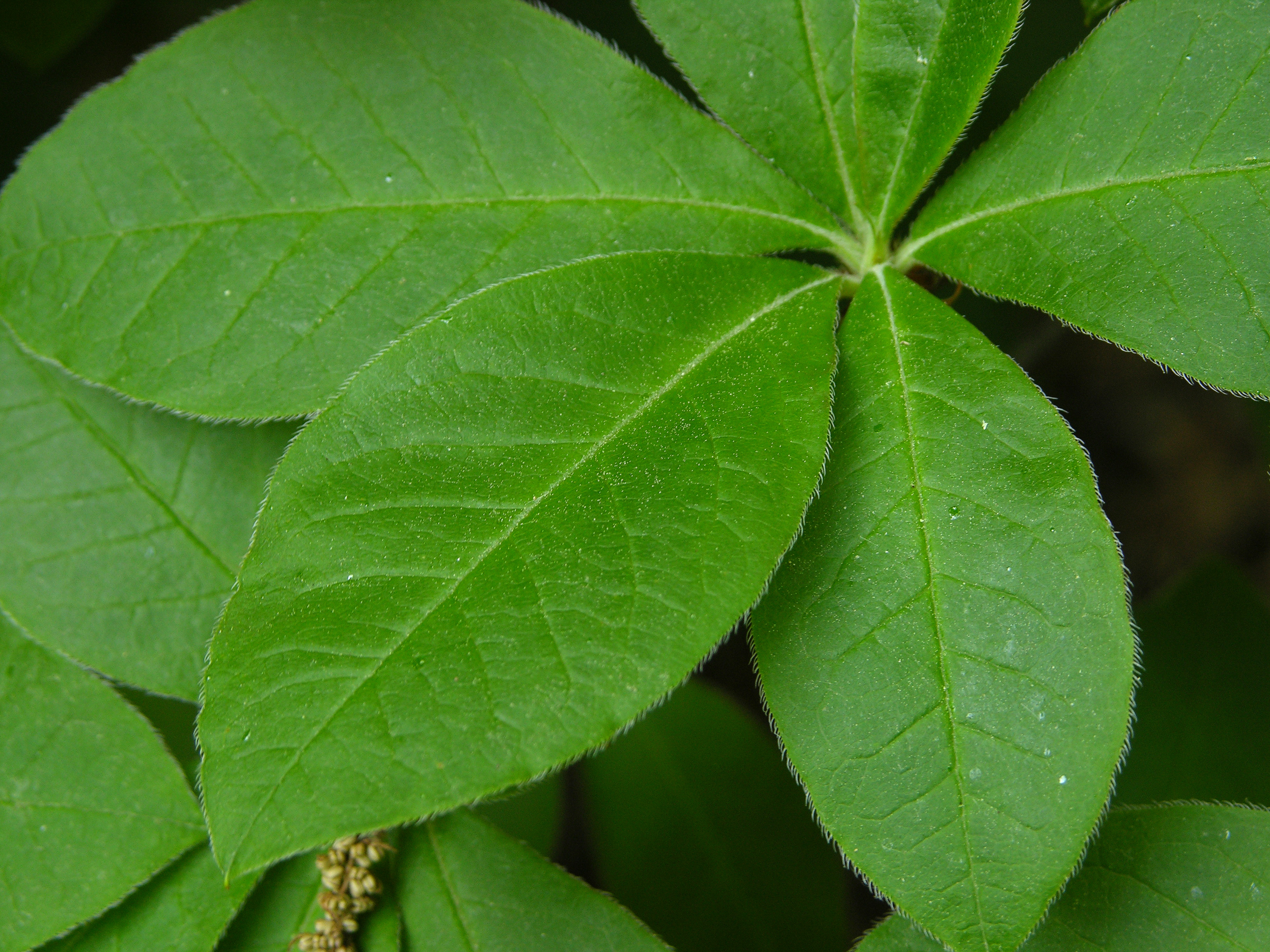
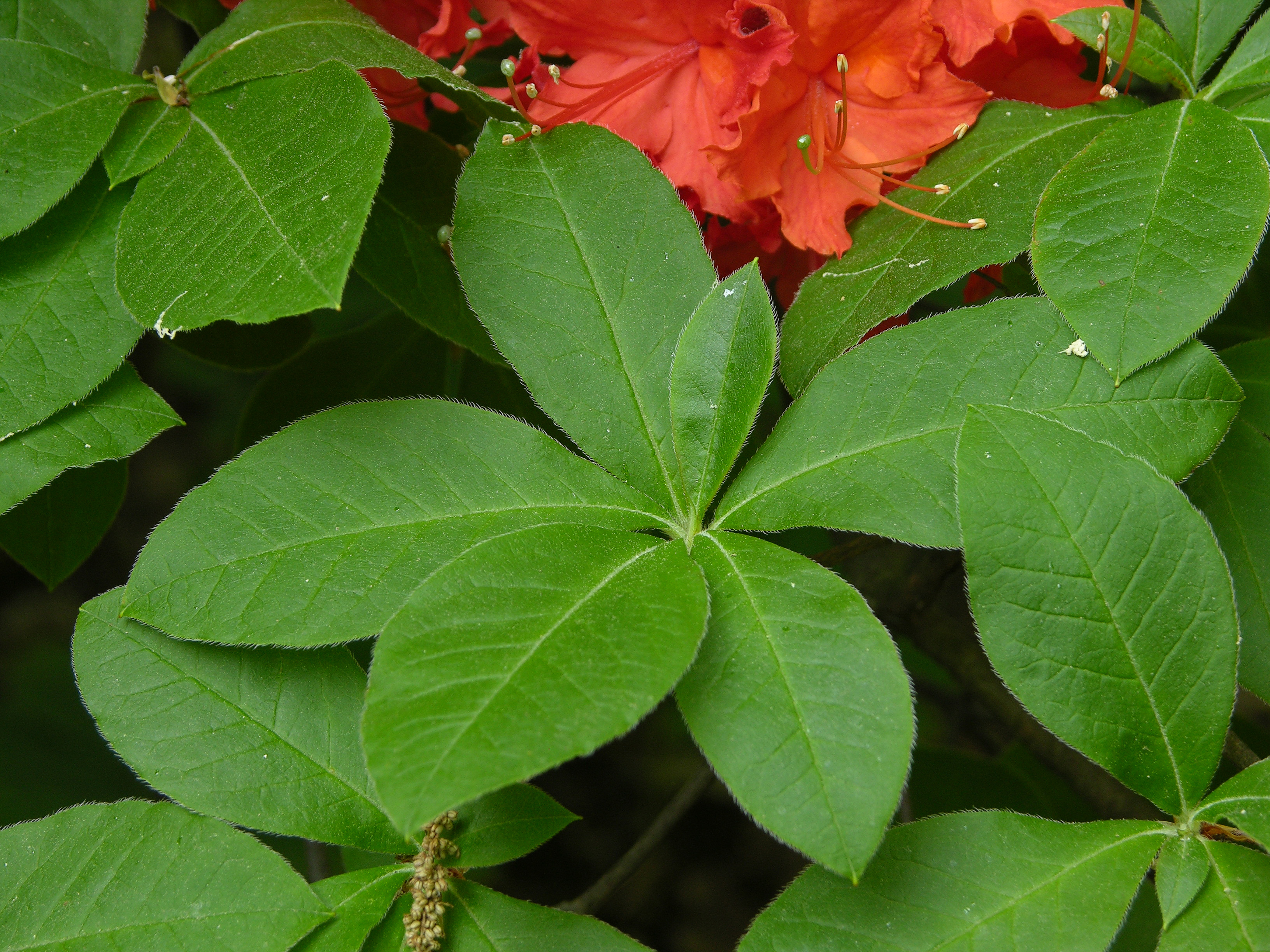
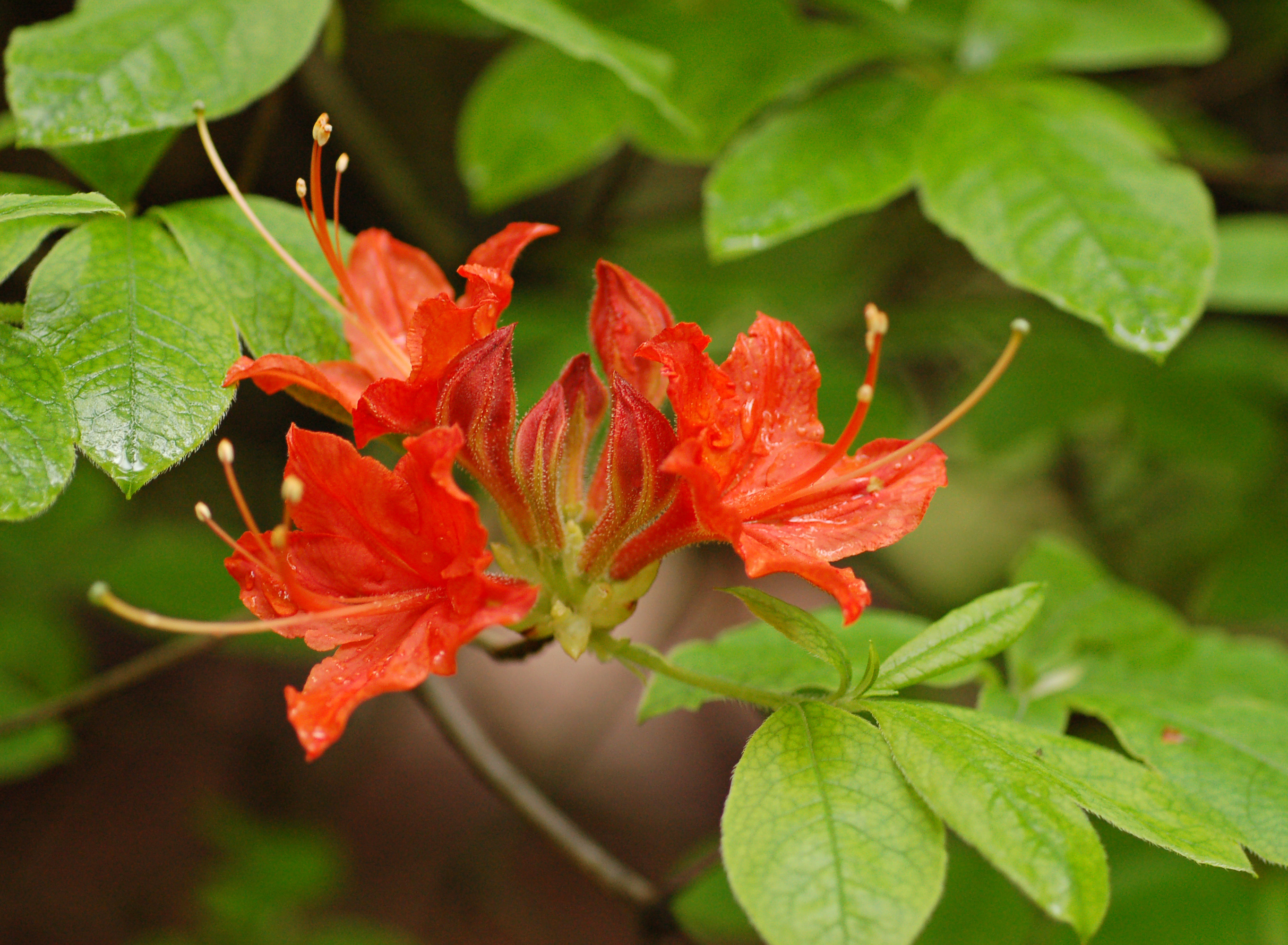